# Pays de Sault
Pays de Sault este o arie protejată (arie de protecție specială avifaunistică — SPA) din Franța întinsă pe o suprafață de 71.335 ha, integral pe uscat.

## Localizare
Centrul sitului Pays de Sault este situat la coordonatele 42°45′N 2°03′E / 42.75°N 2.05°E.

## Înființare
Situl Pays de Sault a fost declarat arie de protecție specială avifaunistică în baza directivei 79/409 din 1979 referitoare la conservarea păsărilor sălbatice pentru a proteja 33 de specii de animale.

## Biodiversitate
Situată în ecoregiunile alpină și mediteraneană, aria protejată nu include niciun habitat protejat.
La baza desemnării sitului se află mai multe specii protejate de  păsări (33): minunița (Aegolius funereus), vulturul negru (Aegypius monachus), pescăruș albastru (Alcedo atthis), fâsă-de-câmp (Anthus campestris), acvilă de munte (Aquila chrysaetos), buha (Bubo bubo), caprimulg (Caprimulgus europaeus), barză albă (Ciconia ciconia), barză neagră (Ciconia nigra), șerpar (Circaetus gallicus), erete de stuf (Circus aeruginosus), erete vânăt (Circus cyaneus), erete cenușiu (Circus pygargus), dumbrăveancă (Coracias garrulus), ciocănitoare neagră (Dryocopus martius), presură de grădină (Emberiza hortulana), Falco eleonorae, Falco naumanni, șoim călător (Falco peregrinus), zăgan (Gypaetus barbatus), vulturul pleșuv sur (Gyps fulvus), acvilă pitică (Hieraaetus pennatus), Lagopus mutus pyrenaicus, sfrâncioc roșiatic (Lanius collurio), ciocârlie de pădure (Lullula arborea), gaia neagră (Milvus migrans), gaia roșie (Milvus milvus), vultur egiptean (Neophron percnopterus), Perdix perdix hispaniensis, viespar (Pernis apivorus), Pyrrhocorax pyrrhocorax, silvie de tufiș (Sylvia undata),  cocoș de munte (Tetrao urogallus)
Pe lângă speciile protejate, pe teritoriul sitului au mai fost identificate 2 specii de păsări, 1 specie de amfibieni, 19 specii de mamifere, 5 specii de nevertebrate, 2 specii de pești.